# National League Central
La National League Central è una delle sei division della Major League Baseball (una division East, Central e West per ognuna delle due leghe). Questa division fu creata nel 1994, spostando due squadre della National League West (i Cincinnati Reds e gli Houston Astros) e tre squadre della National League East (i Chicago Cubs, i Pittsburgh Pirates e i St. Louis Cardinals).
Quando la division fu creata nel 1994, i Pirates avrebbero dovuto in origine rimanere nella division East mentre gli Atlanta Braves avrebbero dovuto essere trasferiti dalla Central alla West. Tuttavia, i Braves, desiderando formare una rivalità con i nuovi Florida Marlins (una rivalità che tuttavia non si è ancora sviluppata pienamente, in larga parte dovuta alla natura scarsamente competitiva dei Marlins ad eccezione delle due stagioni in cui conquistarono le World Series), richiesero invece di essere spostati nelle East. Malgrado i Marlins si fossero offerti di andare nella Central, i Pirates preferirono cedere il loro posto nella East ai Braves. Da allora, i Pirates hanno tentato diverse volte senza successo di essere riposizionati nella East.
Nel 1998, la NL Central divenne la più grande division della Major League Baseball quando i Milwaukee Brewers furono spostati dalla American League Central. Nel 2013, gli Astros (l'unica squadra della division che non apparteneva alla stessa area geografica) furono spostati nella American League West.
Questa division è stata dominata dai Cardinals, che hanno vinto dieci dei 21 titoli disponibili, oltre a tre wild card. Dopo i Cardinals, gli Astros sono la squadra che l'ha conquistata più volte, quattro. I Pirates sono l'unica squadra a non averla vinta. Quando si qualificarono ai playoff nel 2013 come wild card, fu la loro prima apparizione dal 1992.

## Membri

### Membri attuali
- Chicago Cubs - Membro fondatore, in precedenza nella NL East
- Cincinnati Reds - Membro fondatore, in precedenza nella NL West
- Milwaukee Brewers - Unitisi nel 1998; in precedenza nella AL Central
- Pittsburgh Pirates - Membro fondatore, in precedenza nella NL East
- St. Louis Cardinals - Membro fondatore, in precedenza nella NL East

### Membri precedenti
- Houston Astros - Membro fondatore, in precedenza nella NL West; spostati nella AL West nel 2013